# 阿里山姬春蟬
阿里山姬春蟬（学名：Euterpnosia arisana）为蟬科姬春蟬屬下的一个种，成蟲於每年4至7月出沒，常見於阿里山地區的高大喬木，有齊鳴之行為，公蟬體長約27（1.1英寸），母蟬體長約20（0.79英寸），體態特徵、鳴聲類似水社姬春蟬，但腹部較為膨大，第4腹節兩側有明顯突起，臺灣特有種。